# Valeilles
 Valeilles  es una población y comuna francesa, en la región de Mediodía-Pirineos, departamento de Tarn y Garona, en el distrito de Castelsarrasin y cantón de Montaigu-de-Quercy.

## Demografía
| 281 | 239 | 263 | 250 | 290 | 266 |
| Para los censos de 1962 a 1999 la población legal corresponde a la población sin duplicidades (Fuente: INSEE [Consultar]) |     |     |     |     |     |